# Aspergillus clavatus
Aspergillus clavatus es una especie de Aspergillus con conidios de 3-4,5 x 2,5-4,5 micrómetros. Se lo encuentra en suelos y en residuos animales.
Puede producir la toxina patulina que puede asociarse con enfermedades humanas y animales.
Esta especie es solo ocasionalmente patogénica.